# رزلین خان
رزلین خان (به هندی: रोजलीन खान) (متولد ۲۷, آگوست، ۱۹۸۸ در رهانا خان). یک بازیگر اهل بمبئی، هندوستان و مدل بنیاد مردمی رعایت اصول اخلاقی در برابر جانوران است. او یک مدل گلدراگ است که بعد از عکسهای پررنگ و نیمه برهنه‌اش به شهرت رسید. او در بالیوود حرفه‌ای است.

## حرفه
رزلین خان با شهامت و زیبا است که بیشتر به خاطر عکس‌های باسن برهنه‌اش و فعالیت‌های آگاهی سرطان پستان شناخته شده‌است.

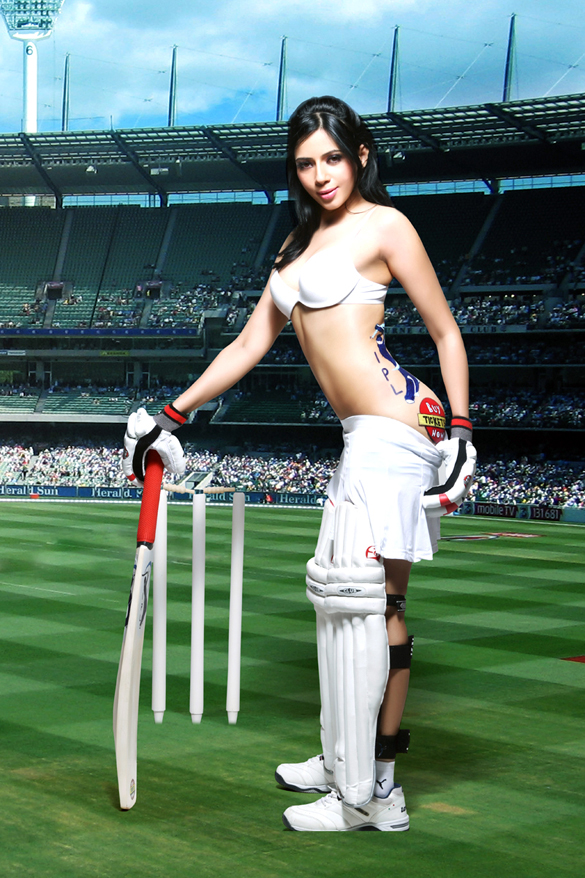
رزلین خان در دوستی (فیلم ۲۰۰۸) برای لیگ برتر هند

او اهداف حرفه‌ای خود را با ایفای نقش در تعدادی از تبلیغات تلویزیونی ادامه داده است، بیشتر بخصوص برای نوشیدنی میوه، بیسکویت موناکو و کلویناتور اشاره کرد.